# Lingua rutula
La lingua rutula è una lingua caucasica nordorientale parlata nella Federazione Russa, nella repubblica del Daghestan, e in Azerbaigian.

## Distribuzione geografica
La lingua è parlata dai Rutuli, stanziati nel Daghestan meridionale e nei vicini territori dell'Azerbaigian. Si stimano 30.400 locutori in Russia (dati del censimento 2010) e 17.000 in Azerbaigian.

## Classificazione
Secondo Ethnologue, la classificazione completa della lingua rutula è la seguente:
- Lingue caucasiche settentrionali
  - Lingue caucasiche orientali
    - Lingue lesghiane
      - Lingue lesghiane nucleari
        - Lingue lesghiane occidentali
          - Lingua rutula

## Sistema di scrittura
Per la scrittura viene utilizzato l'alfabeto cirillico.